# Фрик, Пер
Пер Самуэль Фрик (швед. Per Samuel Frick; род. 14 апреля 1992, Кил, Вермланд) — шведский футболист, нападающий клуба «Эльфсборг». Выступал в сборной Швеции.

## Клубная карьера
Фрик — воспитанник клуба «Карлстад» из третьего дивизиона Швеции. В 2007 году он дебютировал за основную команду. В 2009 году Пер присоединился к «Эльфсборгу». 5 июля 2012 года в квалификационном матче Лиги Европы против мальтийской «Флорианы» он дебютировал за основной состав. В этом же поединке Фрик забил свой первый гол за «Эльфсборг». 26 августа в матче против «Хеккена» он дебютировал в Аллсвенскан лиге. В этом же сезоне Пер стал чемпионом страны. В 2013 году для получения игровой практики Фрик на правах аренды перешёл в «Фалькенберг». 20 июля в матче против «Эстерсунда» он дебютировал в Суперэттан. Через неделю в ответном поединке Пер забил свой первый гол за «Фалькенберг». По итогам сезона он помог клубу выйти в элиту, после чего вернулся в «Эльфсборг».

## Международная карьера
8 января 2017 года в товарищеском матче против сборной Кот-д’Ивуара Фрик дебютировал за сборную Швеции. 12 января в поединке против сборной Словакии Пер забил свой первый гол за национальную команду.

### Голы за сборную Швеции
| #   | Дата           | Место                               | Противник | Счёт | Результат | Соревнование      |
| --- | -------------- | ----------------------------------- | --------- | ---- | --------- | ----------------- |
| 01. | 12 января 2017 | Ахмед Форсес Стэдиум, Абу-Даби, ОАЭ | Словакия  | 5:0  | 6:0       | Товарищеский матч |

## Достижения
Командные
«Эльфсборг»
- Чемпион Швеции — 2012